# Rio Sequillo
Sequillo é um rio espanhol da província de Castela e Leão que aflui na margem direita do rio Valderaduey e que pertence à bacia hidrográfica do rio Douro. O Torío deságua no Sequillo.